# كبريتيد المغنيسيوم
 كبريتيد المغنيسيوم (سلفيد المغنيسيوم) مركب كيميائي له الصيغة MgS، ويكون على شكل بلورات بيضاء (عديمة اللون) في الحالة النقية، إما في حالة إشابته فإن له لوناً يتراوح بين الأحمر والبني.

## الخواص
- يؤدي تماس كبريتيد المغنيسيوم مع الماء أو الرطوبة إلى حدوث تفاعل حلمهة، حيث يتشكل هيدروكسيد المغنيسيوم وينطلق غاز كبريتيد الهيدروجين، [2]

حسب المعادلة:
MgS + 2H2O → Mg(OH)2 + H2S
- لبلورات كبريتيد المغنيسيوم بنية بلورية مشابهة لبنية كلوريد الصوديوم (الهاليت)، على الرغم من أن وجود تشابه مع بنية السفاليريت ZnS قد تكون متوقعة.[3]

## الوفرة الطبيعية والتحضير
يحضر كبريتيد المغنيسيوم مخبرياً من تفاعل الكبريت أو كبريتيد الهيدروجين مع المغنيسيوم. كما ينتج أثناء عملية تعدين الفلزات كخبث للمعادن. يوجد كبريتيد المغنيسيوم في الكون في معدن نادر، له التركيب Mg,Fe,Mn)S)، يوجد في بعض النيازك ولا يوجد في قشرة الأرض، واسمه نينينغريت Niningerite، وذلك نسبة إلى عالم الفلك الأمريكي هارفي نينينغر Harvey H. Nininger.
يعثر على كبريتيد المغنيسيوم أيضاً في الأغلفة المحيطة ببعض النجوم الكربونية الوليدة، والتي تكون فيها نسبة C/O > 1.

## الاستخدامات
يستخدم كنصف ناقل حيث أن له فجوة طاقية مناسبة، ويصدر يصدر ضوءاً بين الأزرق والأخضر.